# Marc Alpozzo
Marc Alpozzo est un philosophe et écrivain français, né le 22 novembre 1969 à New York.

## Biographie
Marc Alpozzo est né à New York d'un père américain et d'une mère française.
Professeur de philosophie, écrivain et critique littéraire, il écrit dans Le Magazine des livres, La Presse littéraire, Livr'Arbitres et Le Contemporain. Il a également été animateur d'émissions philosophiques à la radio.

## Publications
- Labyrinthe(s), Nice, éditions CY, 2001, 137 p. (ISBN 978-2-8472-8004-3)
- Caméra, Nice, éditions CY, 2003, 158 p. (ISBN 978-2-8472-8026-5)
- La Part de l'ombre. Études sur Le Clézio, Artaud, Kundera, Sarraute, Duras, Bukowski, Céline, Sartre…, Malissard, éditions Marie Delarbre, 2010, 155 p. ; rééd. La Part de l'ombre. Chroniques littéraires et philosophiques, Taulignan, éditions Marie Delarbre, 2015, 167 p. (ISBN 978-2-913351-14-1)
- Les Âmes sentinelles, Paris, éditions du Littéraire, coll. « La Bibliothèque d'Alexandrie », 2011, 271 p. (ISBN 978-2-9193-1802-5)
- Seuls. Éloge de la rencontre, Paris, Les Belles Lettres, coll. « Tibi », 2014, 170 p. (ISBN 978-2-2516-9004-9)
- Le Saut Nijinsky. Journal d'un éveil, Paris, Regard et Voir, 2015, 206 p. (ISBN 978-2-9545-7006-8)
- Les Droits de l'enfant expliqués aux enfants. En images et en mots (ill. Jean-Paul Fouques), Cagnes-sur-mer, Aimes, 2015, 100 p. (ISBN 978-1-3264-2243-1)
- J.M.G. Le Clézio, Paris, Nouvelles lectures, coll. « Duetto », 2017, 50 p. (ISBN 978-2-37424-045-9)
- Partir, cartographie de l'errance, Paris, éditions du Littéraire, coll. « La Bibliothèque d'Alexandrie », 2017, 104 p. (ISBN 978 2-919318-44-5)
- Lettre au père, Bruxelles, éditions Lamiroy, coll. « Opuscule », 2017, 38 p. (ISBN 978-2-87595-094-9)
- Patrick Modiano, Paris, Nouvelles lectures, coll. « Duetto », 2018, 35 p. (ISBN 978-2-37424-052-7)
- Galaxie Houellebecq (et autres étoiles). Éloge de l'exercice littéraire,  préf. de Stéphane Barsacq, Nice, éditions Ovadia, coll. « Au-delà des apparences », 2024, 333 p.  (ISBN 978-2-36392-558-9)

### Participation à des ouvrages collectifs
- « Les enjeux de l'édition sur Internet » in Texte-e. Le texte à l'heure de l'Internet, sous la direction de G. Origgi et N. Arikha, Paris, Bibliothèque du Centre Pompidou, 2003, p. 149-150  (ISBN 2-84246-065-0)
- « Matzneff et les philosophes » in Gabriel Matzneff, sous la direction de Florent Georgesco, Paris, éditions du Sandre, 2010, p. 61-67  (ISBN 978-2-35821-056-0)
- « L'angoisse de l'homme libre, ou l'absence de Dieu dans la philosophie de Sartre » in La Liberté : approche plurielle, sous la direction de Rachid Alami Idrissi, éd. bilingue, Marrakech, Publication de la faculté des sciences juridiques, économiques et sociale, 2018, p. 95-104  (ISBN 978-9981-00-107-7)
- « De l'engagement de l'intellectuel à sa responsabilité » in Repenser le rôle de l'intellectuel, ouvrage collectif dirigé par Daniel Salvatore Schiffer[4], Paris, éditions de l'Aube, 2023, p. 25-30  (ISBN 978-2-8159-5548-5)
- « Un nouvel âge pour l’humanisme ? » in L'Humain au centre du monde. Pour un humanisme des temps présents et à venir. Sous la direction de Daniel Salvatore Schiffer, Paris, éditions du Cerf, 2024, p. 61-67  (ISBN 978-2-204-16266-1)
- « Lettres de confinement» in Fragments d'un temps suspendu. 44 lettres d'écrivains sur le confinement. Sous la direction de Jovensel Ngamaleu. Préface de Geneviève Haroche-Bouzinac. Postface de Marc Gontard. Brive, Éditions Constellations, 2025, p. 187-214  (ISBN 978-2494015654)

### Contributions
- Désobéir, avec Marie-France Hazebroucq, Paris, Rue de l'échiquier, coll. « Philo jeunesse », 2012, 128 p.  (ISBN 978-2-9177-7042-9)
- Le Mystère Lacan in Jérémy Berriau, Lacan. Désir et Politique, Paris, éd. Génération Païenne, 2025, p. 69-92.  (ISBN 978-2-9598902-1-5)

### Préfaces
- Robert Jacquot, 14 juillet 2089 au cri de la liberté, visages du futur au conditionnel, Paris, Les éditions La Bruyère, 2023, 390 p.  (ISBN 978-2-7500-1779-8)
- « Le peuple des égarés » préface à Robert Jacquot, Où l'on se surprend être rien parce que tout est conscience, Paris, Les éditions La Bruyère, 2023, p. 7 à 11.  (ISBN 978-2-7500-1826-9)
- Dieu au XXIe siècle préface à Gilles Cosson et Antoine Bastien, Entends, homme. Dialogue de deux croyants atypiques, Paris, Éditions de Paris/Max Chaleil, 2025, p. 9 à 17.  (ISBN 978-2846213639)

## Réception critique
Publié en 2014, l'essai philosophique Seuls. Éloge de la rencontre est considéré par Livres Hebdo comme « un subtil dialogue philosophique, à la manière des Anciens où l'on conversait pour apprendre de soi et de l'autre » et comme « une petite fable édifiante ».

Dans un article de Livres Hebdo, Laurent Lemire écrit : 

« La philosophie pour Marc Alpozzo s’apparente bien à une consolation. En annexe, il fait référence à Boèce qui trouva, entre les séances de torture et l’attente de son exécution, la force de s’en remettre à la sagesse. C’était au VIe siècle, mais Marc Alpozzo n’a pas oublié le message. Seules les références ont changé : René Girard, Sartre, Freud, Levinas, Simone Weil et Hermann Hesse. "Sans l’autre, écrit-il, aucune possibilité de se découvrir soi-même". »

Cécile Pellerin écrit du Saut Nijinsky dans ActuaLitté : 

« Au-delà de l'évocation intime et particulière de la vie de l'auteur, la démarche est volontairement plus ouverte, interroge inévitablement sur soi-même, sur la manière dont chacun construit son existence, est capable ou non "d'accomplir sa révolution", ce pas de danse, "pour changer d'état d'être". Est capable ou non de "trouver une vérité sur soi". »

À propos de son livre Galaxie Houellebecq (et autres étoiles) Romaric Sangars écrit dans L'Incorrect :
«Il faut être armé pour affronter de tels vertiges. Alpozzo sait employer le bon arsenal.»
Emmanuel Jaffelin écrit de son côté dans Le Contemporain:
«Dès lors, l’écrivain(e) peut être comparé(e) à une étoile et une bibliothèque à une galaxie. D’où le titre de cet excellent livre du philosophe Marc Alpozzo, Galaxie Houellebecq (et autres étoiles) qui fait de ce Michel un soleil dans une galaxie pleine d’étoiles ! »

Dans Livr'arbitres, on peut lire :
«Alpozzo est à la fois un connaisseur érudit des écrivains défunts, mais c'est aussi un missionnaire ancré dans le monde cherchant à comprendre son époque, à s'en faire le témoin et l'exégète."
. L'écrivain Pascal Louvrier écrit dans Causeur :
« Un ouvrage de respiration mentale assez salutaire.»
.